# Slah Karoui
Slah Karoui (11 settembre 1951) è un ex calciatore tunisino, di ruolo attaccante.

## Carriera

### Club
Ha giocato nella prima divisione tunisina.

### Nazionale
Ha partecipato ai Mondiali del 1978.

## Palmarès

### Club

#### Competizioni nazionali
- Coppa di Tunisia: 1

Étoile du Sahel: 1974-1975